# Cry of Fear
Cry of Fear è un videogioco sparatutto in prima persona e survival horror-psicologico sviluppato da Team Psykskallar. Sebbene sia stato originariamente pubblicato nel 2012 come una mod per Half-Life, l'anno successivo è diventato un prodotto stand-alone scaricabile gratuitamente dalla piattaforma Steam.

## Trama
La storia si svolge ai giorni nostri in Svezia. Il protagonista è Simon Henriksson, un ragazzo di 19 anni che vive con la madre e che ha da poco terminato il liceo. Una sera, Simon trova un uomo in fin di vita e cerca di soccorrerlo, ma all'improvviso viene investito e schiacciato contro un muro da un'automobile. Sorprendentemente, Simon è uscito indenne dall'incidente, e risvegliatosi in un vicolo a lui sconosciuto inizia il suo viaggio per tornare a casa, mentre la madre continua a scrivergli messaggi disperati al telefono e la città pare essere piombata in un inferno senza fine. A metà del suo cammino, riceve una chiamata da parte di Sophie - la sua migliore amica - che lo esorta a raggiungerla sul tetto di uno stabile vicino al parco comunale, una volta lì la ragazza si suicida davanti ai suoi occhi per via dell'influenza negativa di una creatura chiamata Carcass. 
Simon incontra anche un'altra strana figura: un uomo in camice bianco e con indosso una maschera antigas chiamato semplicemente Il Dottore, molto schivo nei confronti del protagonista e che pare essere coinvolto più che marginalmente negli eventi di quella sera; dal loro incontro, Simon comincia a soffrire di continue allucinazioni visivo-uditive che lo raffigurano in uno stato paraplegico e intento ad affrontare il suo trauma attraverso metodi sperimentali legati alla scrittura di un testo chiamato "Il Giorno Nero", stesso nome utilizzato durante le sedute per riferirsi al giorno dell'incidente.
La sua avventura lo porta ad affrontare il Dottor Purnell, vero nome dell'antagonista, all'interno di un manicomio abbandonato in mezza ad una foresta infestata da anime suicide per poi proseguire verso il suo quartiere trovandolo totalmente deserto; raggiunta la sua abitazione scopre che la madre non è più lì ad aspettarlo ma al suo posto vi è un diario con sopra la storia che sta vivendo con un finale inaspettato: a quanto pare, il ragazzo non riuscendo ad accettare il suo stato fisiologico e le continue paranoie e paure, si è tolto la vita con la stessa pistola che il Dottor Purnell ha tentato di ottenere al manicomio. In realtà Simon è un personaggio fittizio creato dal vero Henriksson per superare il trauma dell'incidente e arrivato alla fine della sua storia dovrà fare i conti con ciò che le sue azioni hanno scatenato, ricordandosi che forse il vero Simon non è veramente morto ma è lì in attesa di essere salvato da sé stesso:
- Se Carcass non è stato ucciso e Simon ha rifiutato di dare la pistola al dottore: uccide Sophie, il terapeuta e poi se stesso. Lascia un biglietto d'addio in cui afferma che avrebbe ucciso più persone se non fosse stato in sedie a rotelle e dove desidera che chiunque trovi il suo corpo ne sia tormentato per il resto della vita.
- Se Carcass non è stato ucciso e Simon ha dato la pistola al dottore: uccide prima Sophie e poi se stesso. Nella lettera del suicidio si scusa con il suo terapeuta e lo ringrazia per il suo aiuto, spiegando che ha ucciso Sophie in modo da poterla avere tutta per sé dato che non è mai riuscito a superare il suo rifiuto.
- Se Carcass è stato ucciso e Simon non ha dato la pistola al dottore: uccide il terapeuta e poi se stesso. Nella lettera del suicidio afferma che la terapia del dottore ha solo peggiorato le cose e implora Sophie di dimenticarlo e non cercare di scoprire cosa davvero ha fatto.
- Se Carcass è stato ucciso e Simon ha dato la pistola al dottore: Simon, appena prima di uccidersi, viene affrontato dal Simon del Libro. Il giocatore, prendendo il controllo del vero Simon, insegue e uccide il suo Doppelgänger. Tornato in sé, invece di togliersi la vita, scopre di aver ucciso due poliziotti che presumibilmente lo stavano controllando dall'interno dell'abitazione. Viene ricoverato d'urgenza in un ospedale psichiatrico dove passerà il resto della sua vita. Sophie, nonostante quanto Simon le abbia fatto male dopo averlo rifiutato, gli fa visita ogni giorno. Speranzoso per il futuro e finalmente in pace con i suoi demoni, Simon finisce il suo libro.
- Se il giocatore termina il gioco con il quarto finale e consegna un misterioso pacco in una cassetta postale consegnato in fine alla sua stessa abitazione: Simon apre il pacco trovando al suo interno delle pillole, prendendole si risveglia al momento preciso della sua morte in un'ambientazione retrò presa dal gioco Afraid of Monsters DC; qui, il protagonista del gioco David Leatherhoff - ancora mostrato con una resa grafica inferiore rispetto al resto e che comunica solo tramite balloon di testo - si rivela essere l'uomo che lo ha investito ad inizio gioco e dopo essersi scusato scappa via lasciando il giovane paraplegico a terra.

### Personaggi
- Simon Henriksson: il protagonista della vicenda. Dopo aver subito un terribile incidente stradale, cerca di scoprire cosa sta accadendo nella sua città e fa di tutto per tornare a casa.
- Dottor Purnell: l'antagonista principale del gioco. Un individuo misterioso ed inquietante, vestito in camice bianco e con indosso una maschera antigas, viene incontrato spesso da Simon nel corso dell'avventura.
- Sophie: la migliore amica di Simon, di cui quest'ultimo è perdutamente innamorato, anche se cerca di nasconderle i suoi sentimenti.

## Modalità di gioco
Il giocatore controlla Simon, il protagonista del gioco, mentre esplora la città risolvendo enigmi e combattendo mostri di vario tipo. Il gioco alterna livelli 'normali', dove il giocatore guida Simon attraverso la città deserta e le aree circostanti, a livelli 'incubo', versioni demoniache e distorte della realtà.
Cry of Fear presenta alcune importanti differenze rispetto ad Half-Life e alle altre mod basate su di esso. Sono ad esempio presenti un inventario - il quale può contenere un massimo di 6 oggetti, il che obbliga il giocatore a scegliere accuratamente cosa tenere e cosa abbandonare - e un blocco note in cui sono contenuti i documenti trovati durante il gioco. Il protagonista può inoltre equipaggiare un oggetto per mano, rendendo possibile l'uso di un'arma insieme ad altri oggetti.
Un'altra novità introdotta da Cry of Fear è la presenza di un HUD costituito da due barre, una rossa e una blu, le quali indicano rispettivamente la salute e la stamina del protagonista. 
L'unico oggetto capace di far recuperare salute al protagonista è la morfina, un potente analgesico presente in varie siringhe sparse per il mondo di gioco. Se si usano più siringhe senza che ce ne sia bisogno la vista del protagonista diverrà appannata e sfuocata e diventerà più difficile per lui mirare e sparare ai nemici. La stamina viene consumata quando si salta, si corre o si schiva e se la barra si svuota completamente il protagonista diventa molto lento nei movimenti e dunque vulnerabile.

## Sviluppo
Team Psykskallar ha iniziato a lavorare a Cry of Fear a partire dal 2008, poco dopo la distribuzione della loro prima opera, Afraid of Monsters DC, a sua volta una mod per Half-life. Lo sviluppo del gioco è stato ostacolato principalmente dagli impegni scolastici e familiari dei membri del team, il che portò molti fan di Cry of Fear a perdere la speranza che il gioco venisse mai pubblicato. Dopo quattro anni di attesa, Cry of Fear venne rilasciato come mod gratuita il 22 febbraio 2012, per poi essere reso disponibile in versione stand-alone su Steam il 25 aprile 2013.
Durante questi quattro anni molte idee vennero scartate, mentre altre furono perfezionate. Per esempio, il telefono cellulare inizialmente doveva originariamente illuminare attorno al protagonista, ma in seguito si decise che avrebbe illuminato le aree di fronte ad esso. L'inventario invece prevedeva originariamente dodici spazi anziché sei, e così via.

## Da mod a stand-alone
Alcuni giorni prima dell'anniversario di Cry of Fear, la Valve mise in commercio un update di Half-Life compatibile con Linux, modificando varie cartelle ed il motore grafico. Questo update interruppe immediatamente lo sviluppo di tutte le mod create per Half-Life, compresa Cry of Fear. Team Psykskallar decise quindi di concentrarsi sulla versione stand-alone di Cry of Fear, migliorando vari aspetti del gioco, dal momento che non si poteva fare più niente per la mod in sé. A causa della confusione scatenata da Valve riguardo alla produzione libera o meno di Cry of Fear, l'uscita del gioco è stata prorogata fino al 25 aprile 2013.

## Critica e riconoscimenti
Le recensioni dei vari siti web di videogiochi e i giocatori stessi hanno giudicato Cry of Fear come la mod di Half-Life più terrificante mai creata (alcuni sono andati oltre, dandole il premio "Mod del secolo"), lodando la qualità visiva della mod (eccezionale per essere stata creata con il motore grafico GoldSrc) insieme con l'atmosfera e la storia.
Il giorno della sua uscita, la pagina ModDB è diventata temporaneamente irraggiungibile a causa dell'eccessiva quantità di download, così come tutti gli altri siti che avevano ospitato il link attraverso cui scaricare il gioco. Il gioco detiene un punteggio di 9.4/10 su ModDB e IndieDB.
ModDB ha inoltre assegnato quattro premi al videogioco: Miglior mod in arrivo del 2011, Premio della Community 2012, Miglior giocatore singolo dell'anno 2012 e Gioco più spaventoso dell'anno 2012.
Il gioco nella sua versione stand-alone vanta uno Userscore di 8.1/10 su Metacritic ed un giudizio Molto positivo tra i possessori certificati su Steam.

## Colonna sonora
La colonna sonora di Cry of Fear è stata composta da Andreas Rönnberg, Bxmmusic e Muddasheep, tutti e tre membri del Team Psykskallar. L'album contiene in tutto 50 tracce.
1. Dark City
2. Crow
3. Chased
4. Anxiety
5. Brandon
6. Horror Inside
7. Heart
8. Twisted Mind
9. Chainsaw Reaction
10. Never
11. Nostalgia
12. College
13. Death
14. Despair
15. No Hope
16. Down in Darkness
17. Hate Life
18. Kill Yourself
19. I'm Sick
20. Mind Maze

1. First Station
2. Observe My Life
3. Get Out
4. The Start, the End
5. No, No, No
6. Suicide
7. Saw Your Skull
8. Conclusion
9. Lonely
10. Simon
11. I Don't Want to Exist
12. Sophie
13. Thoughts
14. Better Luck Next Time
15. Sorrow
16. Saxon Avenue
17. Jumping Strings
18. Escalator to Hell
19. Hell
20. Heaven

1. Train Station
2. Kirkville
3. The Other Side
4. Drown
5. Sickness
6. Unforgiven
7. Gifts
8. Something Lurking
9. Water Corridor
10. One Way or Another

Oltre a questo sono stati pubblicati altri due album, Cry of Fear (Lost Tracks & Memories) e Cry of Fear (Lost Tracks & Manhunt), entrambi contenenti delle nuove canzoni, tutte composte da Rönnberg, e materiale mai pubblicato prima.